# Soupiska české fotbalové reprezentace na Mistrovství Evropy 2004
Soupiska české fotbalové reprezentace na Mistrovství Evropy 2004 uvádí seznam hráčů české fotbalové reprezentace, kteří se zúčastnili mistrovství Evropy v Portugalsku 2004.
| Brankáři      | Petr Čech         | Stade Rennes         |
|               | Antonín Kinský    | Saturn Ramenskoje    |
|               | Jaromír Blažek    | AC Sparta Praha      |
| Obránci       | René Bolf         | FC Baník Ostrava     |
|               | Zdeněk Grygera    | Ajax Amsterodam      |
|               | Marek Jankulovski | Udinese Calcio       |
|               | Martin Jiránek    | Reggina Calcio       |
|               | Pavel Mareš       | Zenit Petrohrad      |
|               | Tomáš Hübschman   | AC Sparta Praha      |
|               | David Rozehnal    | Club Brugge KV       |
|               | Tomáš Ujfaluši    | Hamburger SV         |
| Záložníci     | Tomáš Rosický     | Borussia Dortmund    |
|               | Tomáš Galásek     | Ajax Amsterodam      |
|               | Jaroslav Plašil   | AS Monako            |
|               | Karel Poborský    | AC Sparta Praha      |
|               | Pavel Nedvěd      | Juventus Turín       |
|               | Vladimír Šmicer   | FC Liverpool         |
|               | Roman Týce        | Mnichov 1860         |
|               | Štěpán Vachoušek  | Olympique Marseille  |
| Útočníci      | Jan Koller        | Borussia Dortmund    |
|               | Milan Baroš       | FC Liverpool         |
|               | Marek Heinz       | Baník Ostrava        |
|               | Vratislav Lokvenc | 1. FC Kaiserslautern |
| Hlavní trenér | Karel Brückner    | Karel Brückner       |